# Tanz ins Glück (film, 1951)
 (septembre 2023).
Pour plus de détails, voir Fiche technique et Distribution.
Tanz ins Glück (titre français : La Danse du bonheur) est un film autrichien réalisé par Alfred Stöger, sorti en 1951.
Il s'agit de l'adaptation de Robert Stolz sur un livret du même nom de Robert Bodanzky et Bruno Hardt-Warden, crée en 1920.

## Synopsis
Après une longue absence, le célèbre ténor d'opérette sud-américain Pedro Domingo est de retour en Allemagne pour une représentation. Il y rencontre la très jeune chanteuse prometteuse Rosmarie Reisdorfer et tombe immédiatement amoureux d'elle. Il accepte une tournée où il joue avec elle. Cette apparition spéciale déclenche des réactions sensationnelles sur sa performance de star officiellement annoncée au Festival de Bregenz.
L'amour de Pedro pour Rosmarie fait qu'il l'engage avec ses collègues de tournée, par courtoisie, pour ses propres concerts. La danse du bonheur serait parfaite s'il n'y avait pas un ancien amour, la danseuse Inez Cavalcante, d'Amérique du Sud, qui lui rend la vie difficile en Europe. Sa mère, Mira Cavalcante, voyage avec eux, et tente de compliquer la vie de Pedro par des intrigues, et gâcher sa chance avec Rosmarie. Finalement, les choses s'apaisent et Inez se console avec le secrétaire particulier de Pedro.

## Fiche technique
- Titre original : Tanz ins Glück
- Réalisation : Alfred Stöger
- Scénario : Lilian Belmont, Fritz Koselka
- Musique : Robert Stolz, Michael Jary
- Direction artistique : Gabriel Pellon, Peter Schlewski
- Photographie : Kurt Schulz, Herbert Geier
- Production : Alfred Stöger
- Société de production : Wiener Mundus-Film
- Société de distribution : Herzog-Filmverleih
- Pays d'origine :  Autriche
- Langue : allemand
- Format : Couleur - 1,37:1 - Mono - 35 mm
- Genre : Film musical
- Durée : 98 minutes
- Dates de sortie :
  -  Allemagne de l'Ouest : 20 octobre 1951.
  -  Finlande : 31 juillet 1953.
  -  France : 26 août 1953[1].

## Distribution
- Johannes Heesters : Pedro Domingo
- Waltraut Haas : Rosmarie Reisdorfer
- Ursula Lingen : Inez Cavalcante
- Grethe Weiser : Mira Cavalcante
- Lucie Englisch : Rose vom Feuerkogel
- Annie Maier : Lola Quandtner
- Ulrich Bettac : Pablo Ferreira
- Beppo Brem (de) : le Portier
- Joseph Egger : Heinz Falkenhayn
- Fritz Imhoff : Hyazinth Quandtner
- Hans Richter : Antonio Vicente
- Wolfgang Birk : Willy Hardt
- Ewald Wenck : le premier pompier
- Walter Gross : le deuxième pompier
- Grete Sellier : la danseuse solo

## À noter
- Tanz ins Glück est réalisé au milieu de l'année 1951 en studio (Tempelhof Studios) de Berlin-Tempelhof. Les prises de vue en extérieur sont faites à Bregenz et sur le lac de Constance.

## Crédit d'auteurs
- (de) Cet article est partiellement ou en totalité issu de l’article de Wikipédia en allemand intitulé « Tanz ins Glück (1951) » (voir la liste des auteurs).